# 塩谷青山
塩谷 青山（しおのや せいざん、1855年3月15日（安政2年1月27日） - 1925年（大正14年）2月2日）は明治・大正時代の漢学者。青山（せいざん）は号、本名は時敏（ときとし）、字は修卿（しゅうけい）。

## 生涯
出生から修学期
1855年(安政2年)、塩谷簣山の子として江戸に生まれた。家学を受けたあと、昌平黌で学んだ。維新後は芳野金陵、島田篁村、中村敬宇らに師事して学んだ。
家塾教授あるいは修史局勤務時代
1873年、父・簣山の没後、家学を継いで家塾で教授をはじめた。1875年に内閣修史局に出仕したが、翌年辞職。1984年になって再び修史局に出仕した。
第一高等中学校勤務時代
1889年に第一高等中学校（のちの第一高等学校）教授となり、1920年までの32年間その職にあった。剣道に通じ、文武二道を奨励した。気節を重んずる一高の校風は、青山に負うところが多いと言われる。
一高教授として教鞭をとる一方で、小石川の私塾「菁莪書院」で英才を教育した。倉石武四郎は菁莪書院で学んだ思い出を語り、法制史家の瀧川政次郎は「私がこれらの書名（顧炎武の『日知録』や趙翼の『二十二史箚記』）を知ったのも塩谷時敏先生の塾に於てである」と述べている。三木清はその著『読書遍歴』の中で、「その時代私の読書における一つのエピソードは、塩谷温先生－その御尊父青山先生から私どもは学校で漢文を習った－のお宅に伺って『資治通鑑』を読むという小さな会に参加したことである」と青山・温親子に教育されたことをなつかしく回想している。
1925年、70歳で死去。　

## 研究内容・業績
著書に「青山文鈔」「文章截錦」「漢文類別」などがある。

## 家族・親族
- 長男：塩谷温（号は節山）も漢学者。東京帝国大学教授。
- 父：塩谷簣山(きざん)(1812～1874)は塩谷宕陰の弟[9]。医学をおさめ、のち松崎慊堂に儒学を学んだ。老中水野忠邦に登用され、文久3年に幕府儒官、慶応2年に甲府徽典館督学となった[10]。

## 著作
著書
- 『青山文鈔』菁莪書院(日本大学) 1905
- 『漢文類別 今編上』 青山子(日本大学)1906
- 『文章裁錦』青山先生口講、小野元彦筆記、菁莪書院(日本大学) 1907
- 『菁莪園墨帳』1924